# Qualifications des épreuves de natation aux Jeux olympiques d'été de 2024
Pour un article plus général, voir Natation aux Jeux olympiques d'été de 2024.
Cet article détaille la phase de qualification aux épreuves de natation des Jeux olympiques d'été de 2024 qui se tiennent en France du 26 juillet au 11 août 2024.
Ces épreuves délivrent 852 quotas pour les épreuves en piscine et 44 pour les épreuves en eau libre qui sont attribués aux comités nationaux olympiques sur la base des résultats obtenus entre le 1er mars 2023 et le 23 juin 2024.

## Critères de qualification

### Critères chronométriques
| Hommes                  | Hommes        | Hommes        | Femmes                  | Femmes        | Femmes         |
| Épreuves                | TQO           | TSO           | Épreuves                | TQO           | TSO            |
| ----------------------- | ------------- | ------------- | ----------------------- | ------------- | -------------- |
| 50 mètres nage libre    | 21 s 96       | 22 s 07       | 50 mètres nage libre    | 24 s 70       | 24 s 82        |
| 100 mètres nage libre   | 48 s 34       | 48 s 48       | 100 mètres nage libre   | 53 s 61       | 53 s 88        |
| 200 mètres nage libre   | 1 min 46 s 26 | 1 min 46 s 79 | 200 mètres nage libre   | 1 min 57 s 26 | 1 min 57 s 85  |
| 400 mètres nage libre   | 3 min 46 s 78 | 3 min 47 s 91 | 400 mètres nage libre   | 4 min 7 s 90  | 4 min 9 s 14   |
| 800 mètres nage libre   | 7 min 51 s 65 | 7 min 54 s 01 | 800 mètres nage libre   | 8 min 26 s 71 | 8 min 29 s 24  |
| 1 500 mètres nage libre | 15 min 0 s 99 | 15 min 5 s 49 | 1 500 mètres nage libre | 16 min 9 s 09 | 16 min 13 s 94 |
| 100 mètres dos          | 53 s 74       | 54 s 01       | 100 mètres dos          | 59 s 99       | 1 min 0 s 09   |
| 200 mètres dos          | 1 min 57 s 50 | 1 min 58 s 09 | 200 mètres dos          | 2 min 10 s 39 | 2 min 11 s 04  |
| 100 mètres brasse       | 59 s 49       | 59 s 79       | 100 mètres brasse       | 1 min 6 s 79  | 1 min 7 s 12   |
| 200 mètres brasse       | 2 min 9 s 68  | 2 min 10 s 33 | 200 mètres brasse       | 2 min 23 s 91 | 2 min 24 s 63  |
| 100 mètres papillon     | 51 s 67       | 51 s 93       | 100 mètres papillon     | 57 s 92       | 58 s 21        |
| 200 mètres papillon     | 1 min 55 s 78 | 1 min 56 s 36 | 200 mètres papillon     | 2 min 8 s 43  | 2 min 9 s 07   |
| 200 mètres quatre nages | 1 min 57 s 94 | 1 min 58 s 53 | 200 mètres quatre nages | 2 min 11 s 47 | 2 min 12 s 13  |
| 400 mètres quatre nages | 4 min 12 s 50 | 4 min 13 s 76 | 400 mètres quatre nages | 4 min 38 s 53 | 4 min 39 s 92  |

## Épreuves individuelles

### Hommes

#### 50 mètres nage libre
| Standard de qualification                  | Nombre d'athlètes | Nations                                 | Nageurs qualifiés   |
| ------------------------------------------ | ----------------- | --------------------------------------- | ------------------- |
| Temps de qualification olympique - 21 s 96 |                   |                                         |                     |
| 2                                          | Australie         | Cameron McEvoy Ben Armbruster           |                     |
| 2                                          | États-Unis        | Caeleb Dressel Chris Guiliano           |                     |
| 2                                          | France            | Florent Manaudou Maxime Grousset        |                     |
| 2                                          | Grande-Bretagne   | Benjamin Proud Matt Richards            |                     |
| 2                                          | Grèce             | Stérgios-Mários Bílas Kristián Goloméev |                     |
| 2                                          | Israël            | Meiron Cheruti Martin Kartavi           |                     |
| 2                                          | Italie            | Leonardo Deplano Lorenzo Zazzeri        |                     |
| 2                                          | Pays-Bas          | Kenzo Simons Renzo Tjon-A-Joe           |                     |
| 2                                          | Portugal          | Miguel Nascimento Diogo Ribeiro         |                     |
| 1                                          | Allemagne         | Artem Selin                             |                     |
| 1                                          | Aruba             | Mikel Schreuders                        |                     |
| 1                                          | Brésil            | Guilherme Caribé                        |                     |
| 1                                          | Canada            | Joshua Liendo                           |                     |
| 1                                          | Chine             | Pan Zhanle                              |                     |
| 1                                          | Corée du Sud      | Ji Yu-chan                              |                     |
| 1                                          | Croatie           | Jere Hribar                             |                     |
| 1                                          | Hong Kong         | Ian Ho                                  |                     |
| 1                                          | Hongrie           | Szebasztián Szabó                       |                     |
| 1                                          | Îles Caïmans      | Jordan Crooks                           |                     |
| 1                                          | Irlande           | Tom Fannon                              |                     |
| 1                                          | Mexique           | Gabriel Castaño                         |                     |
| 1                                          | Norvège           | Nicholas Lia                            |                     |
| 1                                          | Nouvelle-Zélande  | Taiko Torepe-Ormsby                     |                     |
| 1                                          | Pologne           | Piotr Ludwiczak                         |                     |
| 1                                          | Serbie            | Andrej Barna                            |                     |
| 1                                          | Singapour         | Jonathan Tan                            |                     |
| 1                                          | Suède             | Björn Seeliger                          |                     |
| 1                                          | Trinité-et-Tobago | Dylan Carter                            |                     |
| 1                                          | Ukraine           | Vladyslav Bukhov                        |                     |
| 1                                          | Venezuela         | Alberto Mestre                          |                     |
| Temps de sélection olympique - 22 s 07     | 1                 |                                         |                     |
| Place de l'universalité                    | 1                 | Burundi                                 | Belly-Cresus Ganira |
| Place de l'universalité                    | 1                 | Cap-Vert                                | José Tati           |
| Place de l'universalité                    | 1                 | Érythrée                                | Aaron Owusu         |
| Place de l'universalité                    | 1                 | Fidji                                   | David Young         |
| Place de l'universalité                    | 1                 | Gambie                                  | Ousman Jobe         |
| Place de l'universalité                    | 1                 | Maldives                                | Mohamed Aan Hussain |
| Place de l'universalité                    | 1                 | Malte                                   | Kyle Micallef       |
| Place de l'universalité                    | 1                 | Sierra Leone                            | Joshua Wyse         |
| Place de l'universalité                    | 1                 | Timor oriental                          | Jolanio Guterres    |
| Place de l'universalité                    | 1                 | Zambie                                  | Damien Shamambo     |
| Total                                      | 41                |                                         |                     |

#### 100 mètres nage libre
| Standard de qualification                  | Nombre d'athlètes | Nations                             | Nageurs qualifiés |
| ------------------------------------------ | ----------------- | ----------------------------------- | ----------------- |
| Temps de qualification olympique - 48 s 34 |                   |                                     |                   |
| 2                                          | Brésil            |                                     |                   |
| 2                                          | Chine             |                                     |                   |
| 2                                          | États-Unis        | Chris Guiliano Jack Alexy           |                   |
| 2                                          | France            | Maxime Grousset Rafael Fente-Damers |                   |
| 2                                          | Grande-Bretagne   | Matthew Richards                    |                   |
| 2                                          | Canada            | Joshua Liendo Yuri Kisil            |                   |
| 1                                          | Australie         | Kyle Chalmers                       |                   |
| 1                                          | Afrique du Sud    | Clayton Jimmie                      |                   |
| 1                                          | Corée du Sud      | Hwang Sun-woo                       |                   |
| 1                                          | Croatie           | Nikola Miljenić                     |                   |
| 1                                          | Espagne           |                                     |                   |
| 1                                          | Hongrie           |                                     |                   |
| 1                                          | Îles Caïmans      | Jordan Crooks                       |                   |
| 1                                          | Israël            | Tomer Frankel                       |                   |
| 1                                          | Italie            | Alessandro Miressi                  |                   |
| 1                                          | Japon             |                                     |                   |
| 1                                          | Nouvelle-Zélande  |                                     |                   |
| 1                                          | Portugal          | Diogo Ribeiro                       |                   |
| 1                                          | Roumanie          | David Popovici                      |                   |
| 1                                          | Serbie            | Andrej Barna                        |                   |
| 1                                          | Trinité-et-Tobago | Dylan Carter                        |                   |
| Temps de sélection olympique - 48 s 58     | 1                 |                                     |                   |
| Place de l'universalité                    | 1                 |                                     |                   |
| Total                                      | 28                |                                     |                   |

#### 200 mètres nage libre
| Standard de qualification                        | Nombre d'athlètes | Nations         | Nageurs qualifiés          |
| ------------------------------------------------ | ----------------- | --------------- | -------------------------- |
| Temps de qualification olympique - 1 min 46 s 26 | 2                 | Allemagne       | Lukas Märtens              |
| Temps de qualification olympique - 1 min 46 s 26 | 2                 | Chine           |                            |
| Temps de qualification olympique - 1 min 46 s 26 | 2                 | Corée du Sud    | Hwang Sun-woo Lee Ho-joon  |
| Temps de qualification olympique - 1 min 46 s 26 | 2                 | États-Unis      | Luke Hobson Chris Guiliano |
| Temps de qualification olympique - 1 min 46 s 26 | 2                 | Grande-Bretagne | Matthew Richards           |
| Temps de qualification olympique - 1 min 46 s 26 | 2                 | Japon           |                            |
| Temps de qualification olympique - 1 min 46 s 26 | 1                 | Australie       | Max Giuliani               |
| Temps de qualification olympique - 1 min 46 s 26 | 1                 | Autriche        | Felix Auböck               |
| Temps de qualification olympique - 1 min 46 s 26 | 1                 | Brésil          |                            |
| Temps de qualification olympique - 1 min 46 s 26 | 1                 | Israël          | Denis Loktev               |
| Temps de qualification olympique - 1 min 46 s 26 | 1                 | Italie          | Alessandro Ragaini         |
| Temps de qualification olympique - 1 min 46 s 26 | 1                 | Lituanie        | Danas Rapšys               |
| Temps de qualification olympique - 1 min 46 s 26 | 1                 | Roumanie        | David Popovici             |
| Temps de sélection olympique - 1 min 46 s 79     | 1                 |                 |                            |
| Place de l'universalité                          | 1                 |                 |                            |
| Total                                            | 22                |                 |                            |

#### 400 mètres nage libre
| Standard de qualification                        | Nombre d'athlètes | Nations         | Nageurs qualifiés              |
| ------------------------------------------------ | ----------------- | --------------- | ------------------------------ |
| Temps de qualification olympique - 3 min 46 s 78 | 2                 | Allemagne       | Lukas Märtens                  |
| Temps de qualification olympique - 3 min 46 s 78 | 2                 | Australie       | Elijah Winnington Samuel Short |
| Temps de qualification olympique - 3 min 46 s 78 | 1                 | Autriche        | Felix Auböck                   |
| Temps de qualification olympique - 3 min 46 s 78 | 2                 | Chine           |                                |
| Temps de qualification olympique - 3 min 46 s 78 | 2                 | États-Unis      |                                |
| Temps de qualification olympique - 3 min 46 s 78 | 2                 | Italie          |                                |
| Temps de qualification olympique - 3 min 46 s 78 | 1                 | Belgique        | Lucas Henveaux                 |
| Temps de qualification olympique - 3 min 46 s 78 | 1                 | Brésil          |                                |
| Temps de qualification olympique - 3 min 46 s 78 | 1                 | Bulgarie        | Petar Mitsin                   |
| Temps de qualification olympique - 3 min 46 s 78 | 1                 | Corée du Sud    | Kim Woo-min                    |
| Temps de qualification olympique - 3 min 46 s 78 | 1                 | France          | David Aubry                    |
| Temps de qualification olympique - 3 min 46 s 78 | 1                 | Grande-Bretagne |                                |
| Temps de qualification olympique - 3 min 46 s 78 | 1                 | Hongrie         |                                |
| Temps de qualification olympique - 3 min 46 s 78 | 1                 | Irlande         |                                |
| Temps de qualification olympique - 3 min 46 s 78 | 1                 | Lituanie        | Danas Rapšys                   |
| Temps de qualification olympique - 3 min 46 s 78 | 1                 | Suède           |                                |
| Temps de qualification olympique - 3 min 46 s 78 | 1                 | Suisse          | Antonio Djakovic               |
| Temps de qualification olympique - 3 min 46 s 78 | 1                 | Tunisie         | Ahmed Hafnaoui                 |
| Temps de qualification olympique - 3 min 46 s 78 | 1                 | Ukraine         | Mykhailo Romanchuk             |
| Temps de qualification olympique - 3 min 46 s 78 | 1                 | Venezuela       | Alfonso Mestre                 |
| Temps de sélection olympique - 3 min 47 s 91     | 1                 |                 |                                |
| Place de l'universalité                          | 1                 |                 |                                |
| Total                                            | 24                |                 |                                |

#### 800 mètres nage libre
| Standard de qualification                        | Nombre d'athlètes | Nations         | Nageurs qualifiés                |
| ------------------------------------------------ | ----------------- | --------------- | -------------------------------- |
| Temps de qualification olympique - 7 min 51 s 65 | 2                 | Allemagne       | Sven Schwarz                     |
| Temps de qualification olympique - 7 min 51 s 65 | 1                 | Australie       | Elijah Winnington                |
| Temps de qualification olympique - 7 min 51 s 65 | 2                 | Chine           |                                  |
| Temps de qualification olympique - 7 min 51 s 65 | 2                 | États-Unis      |                                  |
| Temps de qualification olympique - 7 min 51 s 65 | 2                 | France          | Pacome Bricout David Aubry       |
| Temps de qualification olympique - 7 min 51 s 65 | 2                 | Hongrie         |                                  |
| Temps de qualification olympique - 7 min 51 s 65 | 2                 | Italie          | Luca de Tullio                   |
| Temps de qualification olympique - 7 min 51 s 65 | 2                 | Norvège         | Henrik Christiansen Jon Jøntvedt |
| Temps de qualification olympique - 7 min 51 s 65 | 1                 | Autriche        | Felix Auböck                     |
| Temps de qualification olympique - 7 min 51 s 65 | 1                 | Brésil          |                                  |
| Temps de qualification olympique - 7 min 51 s 65 | 1                 | Bulgarie        | Petar Mitsin                     |
| Temps de qualification olympique - 7 min 51 s 65 | 1                 | Corée du Sud    | Kim Woo-min                      |
| Temps de qualification olympique - 7 min 51 s 65 | 1                 | Égypte          | Marwan El-Kamash                 |
| Temps de qualification olympique - 7 min 51 s 65 | 1                 | Espagne         |                                  |
| Temps de qualification olympique - 7 min 51 s 65 | 1                 | Grande-Bretagne |                                  |
| Temps de qualification olympique - 7 min 51 s 65 | 1                 | Irlande         | Daniel Wiffen                    |
| Temps de qualification olympique - 7 min 51 s 65 | 1                 | Roumanie        | Vlad Stancu                      |
| Temps de qualification olympique - 7 min 51 s 65 | 1                 | Suède           |                                  |
| Temps de qualification olympique - 7 min 51 s 65 | 1                 | Tunisie         | Ahmed Hafnaoui                   |
| Temps de qualification olympique - 7 min 51 s 65 | 1                 | Turquie         | Kuzey Tunçelli                   |
| Temps de qualification olympique - 7 min 51 s 65 | 1                 | Ukraine         | Mykhailo Romanchuk               |
| Temps de qualification olympique - 7 min 51 s 65 | 1                 | Venezuela       | Alfonso Mestre                   |
| Temps de qualification olympique - 7 min 51 s 65 | 1                 | Viêt Nam        | Nguyễn Huy Hoàng                 |
| Temps de sélection olympique - 7 min 54 s 01     | 1                 |                 |                                  |
| Place de l'universalité                          | 1                 |                 |                                  |
| Total                                            | 30                |                 |                                  |

#### 1500mètres nage libre
| Standard de qualification                        | Nombre d'athlètes | Nations         | Nageurs qualifiés                  |
| ------------------------------------------------ | ----------------- | --------------- | ---------------------------------- |
| Temps de qualification olympique - 15 min 0 s 99 | 2                 | Allemagne       | Sven Schwarz Florian Wellbrock     |
| Temps de qualification olympique - 15 min 0 s 99 | 2                 | États-Unis      |                                    |
| Temps de qualification olympique - 15 min 0 s 99 | 2                 | France          | David Aubry Damien Joly            |
| Temps de qualification olympique - 15 min 0 s 99 | 2                 | Hongrie         |                                    |
| Temps de qualification olympique - 15 min 0 s 99 | 2                 | Italie          | Gregorio Paltrinieri               |
| Temps de qualification olympique - 15 min 0 s 99 | 2                 | Turquie         | Emir Batur Albayrak Kuzey Tunçelli |
| Temps de qualification olympique - 15 min 0 s 99 | 1                 | Australie       | Samuel Short                       |
| Temps de qualification olympique - 15 min 0 s 99 | 1                 | Chine           |                                    |
| Temps de qualification olympique - 15 min 0 s 99 | 1                 | Corée du Sud    | Kim Woo-min                        |
| Temps de qualification olympique - 15 min 0 s 99 | 1                 | Égypte          | Marwan El-Kamash                   |
| Temps de qualification olympique - 15 min 0 s 99 | 1                 | Espagne         | Carlos Garach                      |
| Temps de qualification olympique - 15 min 0 s 99 | 1                 | Grande-Bretagne | Daniel Jervis                      |
| Temps de qualification olympique - 15 min 0 s 99 | 1                 | Irlande         | Daniel Wiffen                      |
| Temps de qualification olympique - 15 min 0 s 99 | 1                 | Norvège         | Henrik Christiansen                |
| Temps de qualification olympique - 15 min 0 s 99 | 1                 | Roumanie        | Vlad Stancu                        |
| Temps de qualification olympique - 15 min 0 s 99 | 1                 | Suède           | Victor Johansson                   |
| Temps de qualification olympique - 15 min 0 s 99 | 1                 | Tunisie         | Ahmed Hafnaoui                     |
| Temps de qualification olympique - 15 min 0 s 99 | 1                 | Ukraine         | Mykhailo Romanchuk                 |
| Temps de sélection olympique - 15 min 5 s 49     | 1                 |                 |                                    |
| Place de l'universalité                          | 1                 |                 |                                    |
| Total                                            | 25                |                 |                                    |

#### 100 mètres dos
| Standard de qualification                  | Nombre d'athlètes | Nations         | Nageurs qualifiés                         |
| ------------------------------------------ | ----------------- | --------------- | ----------------------------------------- |
| Temps de qualification olympique - 53 s 74 | 2                 | Allemagne       | Ole Braunschweig Marek Ulrich             |
| Temps de qualification olympique - 53 s 74 | 2                 | Australie       | Isaac Cooper Bradley Woodward             |
| Temps de qualification olympique - 53 s 74 | 2                 | Canada          | Javier Acevedo Blake Tierney              |
| Temps de qualification olympique - 53 s 74 | 2                 | États-Unis      | Hunter Armstrong Ryan Murphy              |
| Temps de qualification olympique - 53 s 74 | 2                 | France          | Yohann Ndoye-Brouard Mewen Tomac          |
| Temps de qualification olympique - 53 s 74 | 2                 | Grande-Bretagne | Jonathon Marshall Oliver Morgan           |
| Temps de qualification olympique - 53 s 74 | 2                 | Grèce           | Apóstolos Chrístou Evangelos Makrygiannis |
| Temps de qualification olympique - 53 s 74 | 2                 | Hongrie         | Ádám Jászó Hubert Kós                     |
| Temps de qualification olympique - 53 s 74 | 2                 | Italie          | Thomas Ceccon Michele Lamberti            |
| Temps de qualification olympique - 53 s 74 | 2                 | Suisse          | Thierry Bollin Roman Mityukov             |
| Temps de qualification olympique - 53 s 74 | 1                 | Afrique du Sud  | Pieter Coetze                             |
| Temps de qualification olympique - 53 s 74 | 1                 | Chine           | Xu Jiayu                                  |
| Temps de qualification olympique - 53 s 74 | 1                 | Corée du Sud    | Lee Ju-ho                                 |
| Temps de qualification olympique - 53 s 74 | 1                 | Espagne         | Hugo González                             |
| Temps de qualification olympique - 53 s 74 | 1                 | Israël          | Adam Maraana                              |
| Temps de qualification olympique - 53 s 74 | 1                 | Japon           | Riku Matsuyama                            |
| Temps de qualification olympique - 53 s 74 | 1                 | Pologne         | Ksawery Masiuk                            |
| Temps de qualification olympique - 53 s 74 | 1                 | Portugal        | João Costa                                |
| Temps de qualification olympique - 53 s 74 | 1                 | Tchéquie        | Miroslav Knedla                           |
| Temps de qualification olympique - 53 s 74 | 1                 | Ukraine         | Oleksandr Zheltyakov                      |
| Temps de sélection olympique - 54 s 01     | 1                 | Argentine       | Ulises Saravia                            |
| Temps de sélection olympique - 54 s 01     | 1                 | Irlande         | Conor Ferguson                            |
| Place de l'universalité                    | 1                 | Bermudes        | Jack Harvey                               |
| Place de l'universalité                    | 1                 | Colombie        | Anthony Rincón                            |
| Place de l'universalité                    | 1                 | Irlande         | Srihari Nataraj                           |
| Place de l'universalité                    | 1                 | Palestine       | Yazan Al-Bawwab                           |
| Place de l'universalité                    | 1                 | Soudan          | Ziyad Saleem                              |
| Total                                      | 37                |                 |                                           |

#### 200 mètres dos
| Standard de qualification                        | Nombre d'athlètes | Nations          | Nageurs qualifiés                   |
| ------------------------------------------------ | ----------------- | ---------------- | ----------------------------------- |
| Temps de qualification olympique - 1 min 57 s 50 | 2                 | Australie        | Bradley Woodward Se-Bom Lee         |
| Temps de qualification olympique - 1 min 57 s 50 | 2                 | États-Unis       | Keaton Jones Ryan Murphy            |
| Temps de qualification olympique - 1 min 57 s 50 | 2                 | France           | Yohann Ndoye-Brouard Mewen Tomac    |
| Temps de qualification olympique - 1 min 57 s 50 | 2                 | Grande-Bretagne  | Luke Greenbank Oliver Morgan        |
| Temps de qualification olympique - 1 min 57 s 50 | 2                 | Grèce            | Apóstolos Chrístou Apostolos Siskos |
| Temps de qualification olympique - 1 min 57 s 50 | 2                 | Hongrie          | Hubert Kós Ádám Telegdy             |
| Temps de qualification olympique - 1 min 57 s 50 | 2                 | Japon            | Hidekazu Takehara Keita Sunama      |
| Temps de qualification olympique - 1 min 57 s 50 | 1                 | Allemagne        | Lukas Märtens                       |
| Temps de qualification olympique - 1 min 57 s 50 | 1                 | Afrique du Sud   | Pieter Coetze                       |
| Temps de qualification olympique - 1 min 57 s 50 | 1                 | Canada           | Blake Tierney                       |
| Temps de qualification olympique - 1 min 57 s 50 | 1                 | Chine            | Xu Jiayu                            |
| Temps de qualification olympique - 1 min 57 s 50 | 1                 | Corée du Sud     | Lee Ju-ho                           |
| Temps de qualification olympique - 1 min 57 s 50 | 1                 | Espagne          | Hugo González                       |
| Temps de qualification olympique - 1 min 57 s 50 | 1                 | Italie           | Matteo Restivo                      |
| Temps de qualification olympique - 1 min 57 s 50 | 1                 | Nouvelle-Zélande | Kane Follows                        |
| Temps de qualification olympique - 1 min 57 s 50 | 1                 | Pays-Bas         | Kai van Westerling                  |
| Temps de qualification olympique - 1 min 57 s 50 | 1                 | Pologne          | Ksawery Masiuk                      |
| Temps de qualification olympique - 1 min 57 s 50 | 1                 | Suisse           | Roman Mityukov                      |
| Temps de qualification olympique - 1 min 57 s 50 | 1                 | Ukraine          | Oleksandr Zheltyakov                |
| Temps de sélection olympique - 1 min 58 s 09     | 1                 |                  |                                     |
| Place de l'universalité                          | 1                 | Porto Rico       | Yeziel Morales                      |
| Place de l'universalité                          | 1                 | Zimbabwe         | Denilson Cyprianos                  |
| Total                                            | 24                |                  |                                     |

#### 100 mètres brasse
| Standard de qualification                  | Nombre d'athlètes | Nations                      | Nageurs qualifiés                   |
| ------------------------------------------ | ----------------- | ---------------------------- | ----------------------------------- |
| Temps de qualification olympique - 59 s 49 | 2                 | Allemagne                    | Melvin Imoudu Lucas Matzerath       |
| Temps de qualification olympique - 59 s 49 | 2                 | Chine                        | Sun Jiajun Qin Haiyang              |
| Temps de qualification olympique - 59 s 49 | 2                 | États-Unis                   | Nicolas Fink Charlie Swanson        |
| Temps de qualification olympique - 59 s 49 | 2                 | Grande-Bretagne              | Adam Peaty James Wilby              |
| Temps de qualification olympique - 59 s 49 | 2                 | Italie                       | Nicolò Martinenghi Ludovico Viberti |
| Temps de qualification olympique - 59 s 49 | 2                 | Pays-Bas                     | Caspar Corbeau Arno Kamminga        |
| Temps de qualification olympique - 59 s 49 | 1                 | Athlètes individuels neutres | Ilya Shymanovich                    |
| Temps de qualification olympique - 59 s 49 | 1                 | Australie                    | Sam Williamson                      |
| Temps de qualification olympique - 59 s 49 | 1                 | Corée du Sud                 | Choi Dong-yeol                      |
| Temps de qualification olympique - 59 s 49 | 1                 | Kirghizistan                 | Denis Petrashov                     |
| Temps de qualification olympique - 59 s 49 | 1                 | Lituanie                     | Andrius Šidlauskas                  |
| Temps de qualification olympique - 59 s 49 | 1                 | Turquie                      | Berkay Ömer Öğretir                 |
| Temps de sélection olympique - 59 s 79     | 1                 |                              |                                     |
| Place de l'universalité                    | 1                 | Antigua-et-Barbuda           | Jadon Wuilliez                      |
| Place de l'universalité                    | 1                 | États fédérés de Micronésie  | Tasi Limtiaco                       |
| Total                                      | 19                |                              |                                     |

#### 200 mètres brasse
| Standard de qualification                       | Nombre d'athlètes | Nations                      | Nageurs qualifiés |
| ----------------------------------------------- | ----------------- | ---------------------------- | ----------------- |
| Temps de qualification olympique - 2 min 9 s 68 |                   |                              |                   |
| 2                                               | Chine             | Dong Zhihao Qin Haiyang      |                   |
| 2                                               | États-Unis        | Matt Fallon Josh Matheny     |                   |
| 2                                               | Japon             | Yu Hanaguruma Ippei Watanabe |                   |
| 2                                               | Pays-Bas          | Caspar Corbeau Arno Kamminga |                   |
| 1                                               | Australie         | Zac Stubblety-Cook           |                   |
| 1                                               | Bulgarie          | Lyubomir Epitropov           |                   |
| 1                                               | Corée du Sud      | Cho Sung-jae                 |                   |
| 1                                               | Finlande          | Matti Mattsson               |                   |
| 1                                               | France            | Léon Marchand                |                   |
| 1                                               | Islande           | Anton McKee                  |                   |
| 1                                               | Lituanie          | Aleksas Savickas             |                   |
| 1                                               | Mexique           | Miguel de Lara               |                   |
| 1                                               | Suède             | Erik Persson                 |                   |
| Temps de sélection olympique - 2 min 10 s 33    | 1                 |                              |                   |
| Place de l'universalité                         | 1                 |                              |                   |
| Total                                           | 19                |                              |                   |

#### 100 mètres papillon
| Standard de qualification                  | Nombre d'athlètes | Nations         | Nageurs qualifiés              |
| ------------------------------------------ | ----------------- | --------------- | ------------------------------ |
| Temps de qualification olympique - 51 s 67 | 2                 | Afrique du Sud  |                                |
| Temps de qualification olympique - 51 s 67 | 1                 | Australie       | Matt Temple                    |
| Temps de qualification olympique - 51 s 67 | 2                 | Canada          | Joshua Liendo Ilya Kharun      |
| Temps de qualification olympique - 51 s 67 | 2                 | États-Unis      |                                |
| Temps de qualification olympique - 51 s 67 | 2                 | Grande-Bretagne | Joe Litchfield                 |
| Temps de qualification olympique - 51 s 67 | 2                 | France          | Maxime Grousset Clément Secchi |
| Temps de qualification olympique - 51 s 67 | 2                 | Hongrie         |                                |
| Temps de qualification olympique - 51 s 67 | 2                 | Israël          | Tomer Frankel Gal Groumi       |
| Temps de qualification olympique - 51 s 67 | 2                 | Japon           |                                |
| Temps de qualification olympique - 51 s 67 | 1                 | Autriche        | Simon Bucher                   |
| Temps de qualification olympique - 51 s 67 | 1                 | Brésil          |                                |
| Temps de qualification olympique - 51 s 67 | 1                 | Bulgarie        | Josif Miladinov                |
| Temps de qualification olympique - 51 s 67 | 1                 | Chine           |                                |
| Temps de qualification olympique - 51 s 67 | 1                 | Espagne         |                                |
| Temps de qualification olympique - 51 s 67 | 1                 | Pays-Bas        |                                |
| Temps de qualification olympique - 51 s 67 | 1                 | Pologne         |                                |
| Temps de qualification olympique - 51 s 67 | 1                 | Portugal        | Diogo Ribeiro                  |
| Temps de qualification olympique - 51 s 67 | 1                 | Suisse          | Noè Ponti                      |
| Temps de sélection olympique - 51 s 93     | 1                 |                 |                                |
| Place de l'universalité                    | 1                 |                 |                                |
| Total                                      | 25                |                 |                                |

#### 200 mètres papillon
| Standard de qualification                        | Nombre d'athlètes | Nations        | Nageurs qualifiés                        |
| ------------------------------------------------ | ----------------- | -------------- | ---------------------------------------- |
| Temps de qualification olympique - 1 min 55 s 78 | 2                 | Chine          |                                          |
| Temps de qualification olympique - 1 min 55 s 78 | 2                 | États-Unis     |                                          |
| Temps de qualification olympique - 1 min 55 s 78 | 2                 | Hongrie        |                                          |
| Temps de qualification olympique - 1 min 55 s 78 | 2                 | Italie         | Alberto Razzetti                         |
| Temps de qualification olympique - 1 min 55 s 78 | 2                 | Japon          | Tomoru Honda Genki Terakado              |
| Temps de qualification olympique - 1 min 55 s 78 | 2                 | Pologne        | Krzysztof Chmielewski Michał Chmielewski |
| Temps de qualification olympique - 1 min 55 s 78 | 1                 | Afrique du Sud |                                          |
| Temps de qualification olympique - 1 min 55 s 78 | 1                 | Autriche       | Martin Espernberger                      |
| Temps de qualification olympique - 1 min 55 s 78 | 1                 | Brésil         |                                          |
| Temps de qualification olympique - 1 min 55 s 78 | 1                 | Canada         | Ilya Kharun                              |
| Temps de qualification olympique - 1 min 55 s 78 | 1                 | Corée du Sud   | Kim Min-seop                             |
| Temps de qualification olympique - 1 min 55 s 78 | 1                 | Estonie        | Kregor Zirk                              |
| Temps de qualification olympique - 1 min 55 s 78 | 1                 | Espagne        |                                          |
| Temps de qualification olympique - 1 min 55 s 78 | 1                 | France         | Léon Marchand                            |
| Temps de qualification olympique - 1 min 55 s 78 | 1                 | Suisse         | Noè Ponti                                |
| Temps de qualification olympique - 1 min 55 s 78 | 1                 | Taipei chinois | Wang Kuan-hung                           |
| Temps de qualification olympique - 1 min 55 s 78 | 1                 | Ukraine        | Denys Kesil                              |
| Temps de sélection olympique - 1 min 56 s 36     | 1                 |                |                                          |
| Place de l'universalité                          | 1                 |                |                                          |
| Total                                            | 24                |                |                                          |

#### 200 mètres quatre nages
| Standard de qualification                        | Nombre d'athlètes | Nations          | Nageurs qualifiés          |
| ------------------------------------------------ | ----------------- | ---------------- | -------------------------- |
| Temps de qualification olympique - 1 min 57 s 94 | 2                 | Chine            | Wang Shun                  |
| Temps de qualification olympique - 1 min 57 s 94 | 2                 | États-Unis       | Carson Foster Shaine Casas |
| Temps de qualification olympique - 1 min 57 s 94 | 2                 | Grande-Bretagne  | Duncan Scott               |
| Temps de qualification olympique - 1 min 57 s 94 | 2                 | Japon            | Daiya Seto                 |
| Temps de qualification olympique - 1 min 57 s 94 | 1                 | Afrique du Sud   |                            |
| Temps de qualification olympique - 1 min 57 s 94 | 1                 | Canada           | Finlay Knox                |
| Temps de qualification olympique - 1 min 57 s 94 | 1                 | Espagne          |                            |
| Temps de qualification olympique - 1 min 57 s 94 | 1                 | France           | Léon Marchand              |
| Temps de qualification olympique - 1 min 57 s 94 | 1                 | Hongrie          |                            |
| Temps de qualification olympique - 1 min 57 s 94 | 1                 | Italie           | Alberto Razzetti           |
| Temps de qualification olympique - 1 min 57 s 94 | 1                 | Nouvelle-Zélande | Lewis Clareburt            |
| Temps de sélection olympique - 1 min 58 s 53     | 1                 |                  |                            |
| Place de l'universalité                          | 1                 |                  |                            |
| Total                                            | 16                |                  |                            |

#### 400 mètres quatre nages
| Standard de qualification                        | Nombre d'athlètes | Nations          | Nageurs qualifiés            |
| ------------------------------------------------ | ----------------- | ---------------- | ---------------------------- |
| Temps de qualification olympique - 4 min 12 s 50 | 2                 | Australie        | Brendon Smith William Petric |
| Temps de qualification olympique - 4 min 12 s 50 | 2                 | États-Unis       | Carson Foster Chase Kalisz   |
| Temps de qualification olympique - 4 min 12 s 50 | 2                 | Japon            | Tomoyuki Matsushita          |
| Temps de qualification olympique - 4 min 12 s 50 | 1                 | Allemagne        | Cedric Büssing               |
| Temps de qualification olympique - 4 min 12 s 50 | 1                 | Chine            |                              |
| Temps de qualification olympique - 4 min 12 s 50 | 1                 | France           | Léon Marchand                |
| Temps de qualification olympique - 4 min 12 s 50 | 1                 | Grande-Bretagne  | Max Litchfield               |
| Temps de qualification olympique - 4 min 12 s 50 | 1                 | Italie           | Alberto Razzetti             |
| Temps de qualification olympique - 4 min 12 s 50 | 1                 | Nouvelle-Zélande | Lewis Clareburt              |
| Temps de sélection olympique - 4 min 13 s 76     | 1                 |                  |                              |
| Place de l'universalité                          | 1                 |                  |                              |
| Total                                            | 12                |                  |                              |

### Femmes

#### 50 mètres nage libre
| Standard de qualification                  | Nombre d'athlètes | Nations         | Nageurs qualifiés                     |
| ------------------------------------------ | ----------------- | --------------- | ------------------------------------- |
| Temps de qualification olympique - 24 s 70 | 2                 | Chine           |                                       |
| Temps de qualification olympique - 24 s 70 | 2                 | États-Unis      |                                       |
| Temps de qualification olympique - 24 s 70 | 2                 | France          | Béryl Gastaldello Mélanie Henique     |
| Temps de qualification olympique - 24 s 70 | 2                 | Pays-Bas        |                                       |
| Temps de qualification olympique - 24 s 70 | 2                 | Pologne         | Kornelia Fiedkiewicz Katarzyna Wasick |
| Temps de qualification olympique - 24 s 70 | 2                 | Suède           | Michelle Coleman Sarah Sjöström       |
| Temps de qualification olympique - 24 s 70 | 1                 | Belgique        | Florine Gaspard                       |
| Temps de qualification olympique - 24 s 70 | 1                 | Danemark        | Julie Kepp Jensen                     |
| Temps de qualification olympique - 24 s 70 | 1                 | Grande-Bretagne | Anna Hopkin                           |
| Temps de qualification olympique - 24 s 70 | 1                 | Hong Kong       | Siobhán Bernadette Haughey            |
| Temps de qualification olympique - 24 s 70 | 1                 | Slovénie        | Neža Klančar                          |
| Temps de sélection olympique - 24 s 82     | 1                 |                 |                                       |
| Place de l'universalité                    | 1                 |                 |                                       |
| Total                                      | 18                |                 |                                       |

#### 100 mètres nage libre
| Standard de qualification                  | Nombre d'athlètes | Nations         | Nageurs qualifiés              |
| ------------------------------------------ | ----------------- | --------------- | ------------------------------ |
| Temps de qualification olympique - 53 s 61 | 2                 | Australie       | Mollie O'Callaghan Shayna Jack |
| Temps de qualification olympique - 53 s 61 | 2                 | Chine           | Wu Qingfeng Yang Junxuan       |
| Temps de qualification olympique - 53 s 61 | 2                 | États-Unis      |                                |
| Temps de qualification olympique - 53 s 61 | 2                 | France          | Marie Wattel                   |
| Temps de qualification olympique - 53 s 61 | 2                 | Grande-Bretagne | Anna Hopkin                    |
| Temps de qualification olympique - 53 s 61 | 1                 | Hong Kong       | Siobhán Bernadette Haughey     |
| Temps de qualification olympique - 53 s 61 | 1                 | Pays-Bas        |                                |
| Temps de qualification olympique - 53 s 61 | 1                 | Suède           | Michelle Coleman               |
| Temps de sélection olympique - 53 s 88     | 1                 |                 |                                |
| Place de l'universalité                    | 1                 |                 |                                |
| Total                                      | 15                |                 |                                |

#### 200 mètres nage libre
| Standard de qualification                        | Nombre d'athlètes | Nations          | Nageuses qualifiées               |
| ------------------------------------------------ | ----------------- | ---------------- | --------------------------------- |
| Temps de qualification olympique - 1 min 57 s 26 | 2                 | Allemagne        | Isabel Marie Gose Julia Mrozinski |
| Temps de qualification olympique - 1 min 57 s 26 | 2                 | Australie        | Ariarne Titmus Mollie O'Callaghan |
| Temps de qualification olympique - 1 min 57 s 26 | 2                 | Chine            | Li Bingjie Yang Junxuan           |
| Temps de qualification olympique - 1 min 57 s 26 | 2                 | États-Unis       |                                   |
| Temps de qualification olympique - 1 min 57 s 26 | 2                 | Grande-Bretagne  |                                   |
| Temps de qualification olympique - 1 min 57 s 26 | 1                 | Afrique du Sud   | Aimee Canny                       |
| Temps de qualification olympique - 1 min 57 s 26 | 1                 | Belgique         | Valentine Dumont                  |
| Temps de qualification olympique - 1 min 57 s 26 | 1                 | Brésil           |                                   |
| Temps de qualification olympique - 1 min 57 s 26 | 1                 | Canada           |                                   |
| Temps de qualification olympique - 1 min 57 s 26 | 1                 | Hong Kong        | Siobhán Bernadette Haughey        |
| Temps de qualification olympique - 1 min 57 s 26 | 1                 | Hongrie          |                                   |
| Temps de qualification olympique - 1 min 57 s 26 | 1                 | Nouvelle-Zélande | Erika Fairweather                 |
| Temps de qualification olympique - 1 min 57 s 26 | 1                 | Pays-Bas         |                                   |
| Temps de qualification olympique - 1 min 57 s 26 | 1                 | Tchéquie         | Barbora Seemanová                 |
| Temps de sélection olympique - 1 min 57 s 85     | 1                 |                  |                                   |
| Place de l'universalité                          | 1                 |                  |                                   |
| Total                                            | 21                |                  |                                   |

#### 400 mètres nage libre
| Standard de qualification                       | Nombre d'athlètes | Nations          | Nageurs qualifiés                |
| ----------------------------------------------- | ----------------- | ---------------- | -------------------------------- |
| Temps de qualification olympique - 4 min 7 s 90 | 2                 | Allemagne        | Isabel Marie Gose Leonie Märtens |
| Temps de qualification olympique - 4 min 7 s 90 | 2                 | Australie        | Ariarne Titmus Lani Pallister    |
| Temps de qualification olympique - 4 min 7 s 90 | 2                 | Brésil           |                                  |
| Temps de qualification olympique - 4 min 7 s 90 | 2                 | Canada           |                                  |
| Temps de qualification olympique - 4 min 7 s 90 | 2                 | Chine            | Li Bingjie Liu Yaxin             |
| Temps de qualification olympique - 4 min 7 s 90 | 2                 | États-Unis       |                                  |
| Temps de qualification olympique - 4 min 7 s 90 | 2                 | Nouvelle-Zélande | Erika Fairweather Eve Thomas     |
| Temps de qualification olympique - 4 min 7 s 90 | 1                 | Belgique         | Valentine Dumont                 |
| Temps de qualification olympique - 4 min 7 s 90 | 1                 | France           | Anastasiia Kirpichnikova         |
| Temps de qualification olympique - 4 min 7 s 90 | 1                 | Grande-Bretagne  |                                  |
| Temps de qualification olympique - 4 min 7 s 90 | 1                 | Hong Kong        | Siobhán Bernadette Haughey       |
| Temps de qualification olympique - 4 min 7 s 90 | 1                 | Hongrie          |                                  |
| Temps de qualification olympique - 4 min 7 s 90 | 1                 | Italie           |                                  |
| Temps de qualification olympique - 4 min 7 s 90 | 1                 | Japon            |                                  |
| Temps de qualification olympique - 4 min 7 s 90 | 1                 | Tchéquie         | Barbora Seemanová                |
| Temps de sélection olympique - 4 min 9 s 14     | 1                 |                  |                                  |
| Place de l'universalité                         | 1                 |                  |                                  |
| Total                                           | 21                |                  |                                  |

#### 800 mètres nage libre
| Standard de qualification                        | Nombre d'athlètes | Nations          | Nageurs qualifiés             |
| ------------------------------------------------ | ----------------- | ---------------- | ----------------------------- |
| Temps de qualification olympique - 8 min 26 s 71 | 2                 | Australie        | Ariarne Titmus Lani Pallister |
| Temps de qualification olympique - 8 min 26 s 71 | 2                 | Chine            |                               |
| Temps de qualification olympique - 8 min 26 s 71 | 2                 | États-Unis       |                               |
| Temps de qualification olympique - 8 min 26 s 71 | 2                 | Nouvelle-Zélande | Erika Fairweather Eve Thomas  |
| Temps de qualification olympique - 8 min 26 s 71 | 1                 | Allemagne        | Isabel Marie Gose             |
| Temps de qualification olympique - 8 min 26 s 71 | 1                 | France           | Anastasiia Kirpichnikova      |
| Temps de qualification olympique - 8 min 26 s 71 | 1                 | Grande-Bretagne  |                               |
| Temps de qualification olympique - 8 min 26 s 71 | 1                 | Hongrie          |                               |
| Temps de qualification olympique - 8 min 26 s 71 | 1                 | Italie           | Simona Quadarella             |
| Temps de sélection olympique - 8 min 29 s 24     | 1                 |                  |                               |
| Place de l'universalité                          | 1                 |                  |                               |
| Total                                            | 15                |                  |                               |

#### 1500mètres nage libre
| Standard de qualification                        | Nombre d'athlètes | Nations          | Nageurs qualifiés                |
| ------------------------------------------------ | ----------------- | ---------------- | -------------------------------- |
| Temps de qualification olympique - 16 min 9 s 09 | 2                 | Allemagne        | Isabel Marie Gose Leonie Märtens |
| Temps de qualification olympique - 16 min 9 s 09 | 2                 | Australie        | Lani Pallister Moesha Johnson    |
| Temps de qualification olympique - 16 min 9 s 09 | 2                 | Chine            | Gao Weizhong Li Bingjie          |
| Temps de qualification olympique - 16 min 9 s 09 | 2                 | États-Unis       |                                  |
| Temps de qualification olympique - 16 min 9 s 09 | 1                 | Brésil           |                                  |
| Temps de qualification olympique - 16 min 9 s 09 | 1                 | France           | Anastasiia Kirpichnikova         |
| Temps de qualification olympique - 16 min 9 s 09 | 1                 | Grande-Bretagne  |                                  |
| Temps de qualification olympique - 16 min 9 s 09 | 1                 | Italie           | Simona Quadarella                |
| Temps de qualification olympique - 16 min 9 s 09 | 1                 | Nouvelle-Zélande | Eve Thomas                       |
| Temps de sélection olympique - 16 min 13 s 94    | 1                 |                  |                                  |
| Place de l'universalité                          | 1                 |                  |                                  |
| Total                                            | 14                |                  |                                  |

#### 100 mètres dos
| Standard de qualification                   | Nombre d'athlètes | Nations                      | Nageurs qualifiés             |
| ------------------------------------------- | ----------------- | ---------------------------- | ----------------------------- |
| Temps de qualification olympique - 59 s 99  | 2                 | Australie                    | Kaylee McKeown Iona Anderson  |
| Temps de qualification olympique - 59 s 99  | 2                 | Canada                       |                               |
| Temps de qualification olympique - 59 s 99  | 2                 | Chine                        | Wan Letian Wang Xueer         |
| Temps de qualification olympique - 59 s 99  | 2                 | États-Unis                   |                               |
| Temps de qualification olympique - 59 s 99  | 2                 | France                       | Emma Terebo Béryl Gastaldello |
| Temps de qualification olympique - 59 s 99  | 2                 | Grande-Bretagne              | Kathleen Dawson               |
| Temps de qualification olympique - 59 s 99  | 2                 | Pays-Bas                     |                               |
| Temps de qualification olympique - 59 s 99  | 1                 | Athlètes individuels neutres | Anastasiya Shkurdai           |
| Temps de qualification olympique - 59 s 99  | 1                 | Belgique                     | Roos Vanotterdijk             |
| Temps de qualification olympique - 59 s 99  | 1                 | Espagne                      |                               |
| Temps de qualification olympique - 59 s 99  | 1                 | Pologne                      | Adela Piskorska               |
| Temps de sélection olympique - 1 min 0 s 29 | 1                 |                              |                               |
| Place de l'universalité                     | 1                 |                              |                               |
| Total                                       | 19                |                              |                               |

#### 200 mètres dos
| Standard de qualification                        | Nombre d'athlètes | Nations                      | Nageurs qualifiés             |
| ------------------------------------------------ | ----------------- | ---------------------------- | ----------------------------- |
| Temps de qualification olympique - 2 min 10 s 39 | 2                 | Australie                    | Kaylee McKeown Jaclyn Barclay |
| Temps de qualification olympique - 2 min 10 s 39 | 2                 | Canada                       |                               |
| Temps de qualification olympique - 2 min 10 s 39 | 2                 | Chine                        | Liu Yaxin Peng Xuwei          |
| Temps de qualification olympique - 2 min 10 s 39 | 2                 | États-Unis                   |                               |
| Temps de qualification olympique - 2 min 10 s 39 | 2                 | France                       | Emma Terebo Pauline Mahieu    |
| Temps de qualification olympique - 2 min 10 s 39 | 2                 | Grande-Bretagne              | Honey Osrin                   |
| Temps de qualification olympique - 2 min 10 s 39 | 2                 | Hongrie                      |                               |
| Temps de qualification olympique - 2 min 10 s 39 | 2                 | Pologne                      | Laura Bernat Adela Piskorska  |
| Temps de qualification olympique - 2 min 10 s 39 | 1                 | Athlètes individuels neutres | Anastasiya Shkurdai           |
| Temps de qualification olympique - 2 min 10 s 39 | 1                 | Bulgarie                     | Gabriela Georgieva            |
| Temps de qualification olympique - 2 min 10 s 39 | 1                 | Corée du Sud                 | Lee Eun-ji                    |
| Temps de qualification olympique - 2 min 10 s 39 | 1                 | Espagne                      |                               |
| Temps de qualification olympique - 2 min 10 s 39 | 1                 | Hong Kong                    | Cindy Cheung                  |
| Temps de qualification olympique - 2 min 10 s 39 | 1                 | Italie                       |                               |
| Temps de qualification olympique - 2 min 10 s 39 | 1                 | Japon                        |                               |
| Temps de qualification olympique - 2 min 10 s 39 | 1                 | Portugal                     | Camila Rebelo                 |
| Temps de sélection olympique - 2 min 11 s 04     | 1                 |                              |                               |
| Place de l'universalité                          | 1                 |                              |                               |
| Total                                            | 23                |                              |                               |

#### 100 mètres brasse
| Standard de qualification                       | Nombre d'athlètes | Nations                      | Nageurs qualifiés                  |
| ----------------------------------------------- | ----------------- | ---------------------------- | ---------------------------------- |
| Temps de qualification olympique - 1 min 6 s 79 | 2                 | Afrique du Sud               | Tatjana Schoenmaker                |
| Temps de qualification olympique - 1 min 6 s 79 | 2                 | Chine                        | Tang Qianting                      |
| Temps de qualification olympique - 1 min 6 s 79 | 2                 | États-Unis                   |                                    |
| Temps de qualification olympique - 1 min 6 s 79 | 2                 | Italie                       | Lisa Angiolini Benedetta Pilato    |
| Temps de qualification olympique - 1 min 6 s 79 | 2                 | Japon                        | Reona Aoki Satomi Suzuki           |
| Temps de qualification olympique - 1 min 6 s 79 | 2                 | Lituanie                     | Rūta Meilutytė Kotryna Teterevkova |
| Temps de qualification olympique - 1 min 6 s 79 | 1                 | Allemagne                    |                                    |
| Temps de qualification olympique - 1 min 6 s 79 | 1                 | Argentine                    | Macarena Ceballos                  |
| Temps de qualification olympique - 1 min 6 s 79 | 1                 | Athlètes individuels neutres | Alina Zmushka                      |
| Temps de qualification olympique - 1 min 6 s 79 | 1                 | Estonie                      | Eneli Jefimova                     |
| Temps de qualification olympique - 1 min 6 s 79 | 1                 | Hong Kong                    | Cindy Cheung                       |
| Temps de qualification olympique - 1 min 6 s 79 | 1                 | Irlande                      | Mona McSharry                      |
| Temps de qualification olympique - 1 min 6 s 79 | 1                 | Pays-Bas                     |                                    |
| Temps de qualification olympique - 1 min 6 s 79 | 1                 | Pologne                      | Dominika Sztandera                 |
| Temps de qualification olympique - 1 min 6 s 79 | 1                 | Singapour                    | Letitia Sim                        |
| Temps de qualification olympique - 1 min 6 s 79 | 1                 | Suède                        | Sophie Hansson                     |
| Temps de sélection olympique - 1 min 7 s 12     | 1                 |                              |                                    |
| Place de l'universalité                         | 1                 |                              |                                    |
| Total                                           | 22                |                              |                                    |

#### 200 mètres brasse
| Standard de qualification                        | Nombre d'athlètes | Nations        | Nageurs qualifiés                   |
| ------------------------------------------------ | ----------------- | -------------- | ----------------------------------- |
| Temps de qualification olympique - 2 min 23 s 91 | 2                 | Afrique du Sud | Kaylene Corbett Tatjana Schoenmaker |
| Temps de qualification olympique - 2 min 23 s 91 | 2                 | Australie      | Ella Ramsay Jenna Strauch           |
| Temps de qualification olympique - 2 min 23 s 91 | 2                 | Canada         |                                     |
| Temps de qualification olympique - 2 min 23 s 91 | 2                 | États-Unis     |                                     |
| Temps de qualification olympique - 2 min 23 s 91 | 2                 | Japon          | Satomi Suzuki                       |
| Temps de qualification olympique - 2 min 23 s 91 | 1                 | Chine          | Ye Shiwen                           |
| Temps de qualification olympique - 2 min 23 s 91 | 1                 | Danemark       | Thea Blomsterberg                   |
| Temps de qualification olympique - 2 min 23 s 91 | 1                 | Italie         | Francesca Fangio                    |
| Temps de qualification olympique - 2 min 23 s 91 | 1                 | Lituanie       | Kotryna Teterevkova                 |
| Temps de qualification olympique - 2 min 23 s 91 | 1                 | Pays-Bas       |                                     |
| Temps de sélection olympique - 2 min 24 s 63     | 1                 |                |                                     |
| Place de l'universalité                          | 1                 |                |                                     |
| Total                                            | 17                |                |                                     |

#### 100 mètres papillon
| Standard de qualification                  | Nombre d'athlètes | Nations            | Nageurs qualifiés              |
| ------------------------------------------ | ----------------- | ------------------ | ------------------------------ |
| Temps de qualification olympique - 57 s 92 | 2                 | Australie          | Emma McKeon Alexandria Perkins |
| Temps de qualification olympique - 57 s 92 | 2                 | Canada             |                                |
| Temps de qualification olympique - 57 s 92 | 2                 | Chine              | Yu Yiting Zhang Yufei          |
| Temps de qualification olympique - 57 s 92 | 2                 | États-Unis         |                                |
| Temps de qualification olympique - 57 s 92 | 2                 | Japon              | Mizuki Hirai Rikako Ikee       |
| Temps de qualification olympique - 57 s 92 | 2                 | Suède              | Louise Hansson                 |
| Temps de qualification olympique - 57 s 92 | 1                 | Afrique du Sud     | Erin Gallagher                 |
| Temps de qualification olympique - 57 s 92 | 1                 | Allemagne          | Angelina Köhler                |
| Temps de qualification olympique - 57 s 92 | 1                 | Belgique           | Roos Vanotterdijk              |
| Temps de qualification olympique - 57 s 92 | 1                 | Bosnie-Herzégovine | Lana Pudar                     |
| Temps de qualification olympique - 57 s 92 | 1                 | France             | Marie Wattel                   |
| Temps de qualification olympique - 57 s 92 | 1                 | Grèce              | Ánna Dountounáki               |
| Temps de qualification olympique - 57 s 92 | 1                 | Italie             | Costanza Cocconcelli           |
| Temps de qualification olympique - 57 s 92 | 1                 | Pays-Bas           |                                |
| Temps de qualification olympique - 57 s 92 | 1                 | Tchéquie           | Barbora Seemanová              |
| Temps de sélection olympique - 58 s 21     | 1                 |                    |                                |
| Place de l'universalité                    | 1                 |                    |                                |
| Total                                      | 21                |                    |                                |

#### 200 mètres papillon
| Standard de qualification                       | Nombre d'athlètes | Nations            | Nageurs qualifiés              |
| ----------------------------------------------- | ----------------- | ------------------ | ------------------------------ |
| Temps de qualification olympique - 2 min 8 s 43 | 2                 | Australie          | Elizabeth Dekkers Abbey Connor |
| Temps de qualification olympique - 2 min 8 s 43 | 2                 | Chine              |                                |
| Temps de qualification olympique - 2 min 8 s 43 | 2                 | États-Unis         |                                |
| Temps de qualification olympique - 2 min 8 s 43 | 2                 | Grande-Bretagne    | Keanna Macinnes                |
| Temps de qualification olympique - 2 min 8 s 43 | 2                 | Japon              | Hiroko Makino Airi Mitsui      |
| Temps de qualification olympique - 2 min 8 s 43 | 1                 | Bosnie-Herzégovine | Lana Pudar                     |
| Temps de qualification olympique - 2 min 8 s 43 | 1                 | Canada             |                                |
| Temps de qualification olympique - 2 min 8 s 43 | 1                 | Danemark           | Helena Rosendahl Bach          |
| Temps de qualification olympique - 2 min 8 s 43 | 1                 | Hongrie            |                                |
| Temps de sélection olympique - 2 min 9 s 07     | 1                 |                    |                                |
| Place de l'universalité                         | 1                 |                    |                                |
| Total                                           | 16                |                    |                                |

#### 200 mètres quatre nages
| Standard de qualification                        | Nombre d'athlètes | Nations         | Nageurs qualifiés          |
| ------------------------------------------------ | ----------------- | --------------- | -------------------------- |
| Temps de qualification olympique - 2 min 11 s 47 | 2                 | Australie       | Kaylee McKeown Ella Ramsay |
| Temps de qualification olympique - 2 min 11 s 47 | 2                 | Canada          |                            |
| Temps de qualification olympique - 2 min 11 s 47 | 2                 | Chine           | Yu Yiting                  |
| Temps de qualification olympique - 2 min 11 s 47 | 2                 | États-Unis      |                            |
| Temps de qualification olympique - 2 min 11 s 47 | 2                 | Grande-Bretagne | Abbie Wood                 |
| Temps de qualification olympique - 2 min 11 s 47 | 2                 | Japon           | Shiho Matsumoto Yui Ōhashi |
| Temps de qualification olympique - 2 min 11 s 47 | 1                 | Afrique du Sud  |                            |
| Temps de qualification olympique - 2 min 11 s 47 | 1                 | Corée du Sud    | Kim Seo-yeong              |
| Temps de qualification olympique - 2 min 11 s 47 | 1                 | France          | Charlotte Bonnet           |
| Temps de qualification olympique - 2 min 11 s 47 | 1                 | Hongrie         |                            |
| Temps de qualification olympique - 2 min 11 s 47 | 1                 | Irlande         | Ellen Walshe               |
| Temps de qualification olympique - 2 min 11 s 47 | 1                 | Israël          | Anastasia Gorbenko         |
| Temps de qualification olympique - 2 min 11 s 47 | 1                 | Italie          | Sara Franceschi            |
| Temps de qualification olympique - 2 min 11 s 47 | 1                 | Pays-Bas        |                            |
| Temps de sélection olympique - 2 min 12 s 13     | 1                 |                 |                            |
| Place de l'universalité                          | 1                 |                 |                            |
| Total                                            | 21                |                 |                            |

#### 400 mètres quatre nages
| Standard de qualification                        | Nombre d'athlètes | Nations         | Nageurs qualifiés           |
| ------------------------------------------------ | ----------------- | --------------- | --------------------------- |
| Temps de qualification olympique - 4 min 38 s 53 | 2                 | Australie       | Ella Ramsay Jenna Forrester |
| Temps de qualification olympique - 4 min 38 s 53 | 2                 | Canada          |                             |
| Temps de qualification olympique - 4 min 38 s 53 | 2                 | États-Unis      |                             |
| Temps de qualification olympique - 4 min 38 s 53 | 2                 | Grande-Bretagne | Freya Colbert               |
| Temps de qualification olympique - 4 min 38 s 53 | 2                 | Japon           | Mio Narita Ageha Tanigawa   |
| Temps de qualification olympique - 4 min 38 s 53 | 1                 | Chine           |                             |
| Temps de qualification olympique - 4 min 38 s 53 | 1                 | Espagne         | Emma Carrasco               |
| Temps de qualification olympique - 4 min 38 s 53 | 1                 | Hongrie         |                             |
| Temps de qualification olympique - 4 min 38 s 53 | 1                 | Israël          | Anastasia Gorbenko          |
| Temps de qualification olympique - 4 min 38 s 53 | 1                 | Italie          | Sara Franceschi             |
| Temps de sélection olympique - 4 min 39 s 92     | 1                 |                 |                             |
| Place de l'universalité                          | 1                 |                 |                             |
| Total                                            | 17                |                 |                             |

## Relais

### Hommes

#### 4 × 100 mètres nage libre
| Épreuves de qualification                                       | Nombre d'équipes | Équipes qualifiées                                                                                   |
| --------------------------------------------------------------- | ---------------- | --- |
| Championnats du monde 2023                                      | 3                | Australie Italie États-Unis                                                                          |
| Meilleurs temps combinés aux Championnats du monde 2023 et 2024 | 13               | Chine Canada Brésil Espagne Grande-Bretagne Israël Allemagne Grèce Serbie Hongrie France Japon Suède |
| Total                                                           | 16               | |

#### 4 × 200 mètres nage libre
| Épreuves de qualification                                       | Nombre d'équipes | Équipes qualifiées                                                                                  |
| --------------------------------------------------------------- | ---------------- | --------------------------------------------------------------------------------------------------- |
| Championnats du monde 2023                                      | 3                | Grande-Bretagne États-Unis Australie                                                                |
| Meilleurs temps combinés aux Championnats du monde 2023 et 2024 | 13               | Italie France Corée du Sud Allemagne Brésil Chine Japon Israël Grèce Lituanie Espagne Canada Suisse |
| Total                                                           | 16               | |

#### 4 × 100 mètres quatre nages
| Épreuves de qualification                                       | Nombre d'équipes | Équipes qualifiées                                                                                                 |
| --------------------------------------------------------------- | ---------------- | --- |
| Championnats du monde 2023                                      | 3                | États-Unis Chine Australie                                                                                         |
| Meilleurs temps combinés aux Championnats du monde 2023 et 2024 | 13               | France Allemagne Canada Japon Pays-Bas Grande-Bretagne Italie Espagne Pologne Corée du Sud Autriche Irlande Suisse |
| Total                                                           | 16               | |

### Femmes

#### 4 × 100 mètres nage libre
| Épreuves de qualification                                       | Nombre d'équipes | Équipes qualifiées                                                                                           |
| --------------------------------------------------------------- | ---------------- | --- |
| Championnats du monde 2023                                      | 3                | Australie États-Unis Chine                                                                                   |
| Meilleurs temps combinés aux Championnats du monde 2023 et 2024 | 13               | Grande-Bretagne Suède Pays-Bas Canada Japon Italie France Brésil Hong Kong Hongrie Danemark Pologne Slovénie |
| Total                                                           | 16               | |

#### 4 × 200 mètres nage libre
| Épreuves de qualification                                       | Nombre d'équipes | Équipes qualifiées                                                                                                   |
| --------------------------------------------------------------- | ---------------- | --- |
| Championnats du monde 2023                                      | 3                | Australie États-Unis Chine                                                                                           |
| Meilleurs temps combinés aux Championnats du monde 2023 et 2024 | 13               | Grande-Bretagne Canada Pays-Bas Hongrie Nouvelle-Zélande Brésil Japon Israël France Italie Allemagne Espagne Turquie |
| Total                                                           | 16               | |

#### 4 × 100 mètres quatre nages
| Épreuves de qualification                                       | Nombre d'équipes | Équipes qualifiées                                                                                              |
| --------------------------------------------------------------- | ---------------- | --- |
| Championnats du monde 2023                                      | 3                | États-Unis Australie Canada                                                                                     |
| Meilleurs temps combinés aux Championnats du monde 2023 et 2024 | 13               | Suède Pays-Bas Chine France Japon Grande-Bretagne Pologne Italie Allemagne Irlande Hong Kong Singapour Danemark |
| Total                                                           | 16               | |

### Mixte

#### 4 × 100 mètres quatre nages
| Épreuves de qualification                                       | Nombre d'équipes | Équipes qualifiées                                                                                           |
| --------------------------------------------------------------- | ---------------- | --- |
| Championnats du monde 2023                                      | 3                | Chine Australie États-Unis                                                                                   |
| Meilleurs temps combinés aux Championnats du monde 2023 et 2024 | 13               | Pays-Bas Grande-Bretagne Canada Japon Allemagne Suède France Italie Pologne Grèce Corée du Sud Israël Brésil |
| Total                                                           | 16               | |

## Épreuves en eau libre

### 10 kilomètres hommes
| Épreuves de qualification             | Nombre d'athlètes | Nations | Nageurs qualifiés |
| ------------------------------------- | ----------------- | --- | --- |
| Pays hôte                             | —                 | — | — |
| Championnats du monde 2023            | 3                 | Allemagne Hongrie Allemagne | Florian Wellbrock Kristóf Rasovszky Oliver Klemet |
| Championnats du monde 2024            | 15                | France Grande-Bretagne France Australie Hongrie Italie Australie Israël Équateur Grèce États-Unis Grande-Bretagne Autriche Pologne | Marc-Antoine Olivier Hector Pardoe Logan Fontaine Nicholas Sloman Dávid Betlehem Domenico Acerenza Gregorio Paltrinieri Kyle Lee Matan Roditi David Farinango Athanasios Kynigakis Ivan Puskovitch Tobias Robinson Jan Hercog Piotr Woźniak |
| Championnats du monde 2024 (Afrique)  | 1                 | Namibie | Phillip Seidler |
| Championnats du monde 2024 (Amérique) | 1                 | Mexique | Paulo Strehlke |
| Championnats du monde 2024 (Asie)     | 1                 | Japon | Taishin Minamide |
| Championnats du monde 2024 (Europe)   | 1                 | Tchéquie | Martin Straka |
| Championnats du monde 2024 (Océanie)  | —                 | — | — |
| Total                                 | 22                | | |

### 10 kilomètres femmes
| Épreuves de qualification             | Nombre d'athlètes | Nations | Nageurs qualifiés |
| ------------------------------------- | ----------------- | --- | --- |
| Pays hôte                             | —                 | — | — |
| Championnats du monde 2023            | 3                 | Allemagne Australie États-Unis                                                                                        | Leonie Beck Chelsea Gubecka Katie Grimes |
| Championnats du monde 2024            | 15                | Pays-Bas Espagne Portugal Australie Brésil États-Unis France Italie Monaco France Japon Hongrie Espagne Brésil Canada | Sharon van Rouwendaal María de Valdés Angélica André Moesha Johnson Ana Marcela Cunha Mariah Denigan Caroline Jouisse Arianna Bridi Lisa Pou Océane Cassignol Airi Ebina Bettina Fábián Angela Martínez Viviane Jungblut Emma Finlin |
| Championnats du monde 2024 (Afrique)  | 1                 | Afrique du Sud | Amica de Jager |
| Championnats du monde 2024 (Amérique) | 1                 | Mexique | Martha Sandoval |
| Championnats du monde 2024 (Asie)     | 1                 | Chine | Xin Xin |
| Championnats du monde 2024 (Europe)   | 1                 | Grande-Bretagne | Leah Crisp |
| Championnats du monde 2024 (Océanie)  | —                 | — | — |
| Total                                 | 22                | | |